# Белозерский, Василий Михайлович
Васи́лий Миха́йлович Белозе́рский (укр. Василь Михайлович Білозерський; 1825 года, хутор Мотроновка, Черниговская губерния — 20 февраля (4 марта) 1899 года, там же) — украинский общественно-политический и культурный деятель, либерал, журналист, редактор журнала «Основа». Один из организаторов Кирилло-Мефодиевского братства. Муж переводчицы Надежды Белозерской и знакомый Тараса Шевченко.

## Биография
Василий родился в небогатой дворянской семье коллежского асессора. В 1843 году он поступил в Киевский национальный университет святого Владимира и в 1846 году закончил историко-филологический факультет. В 1846-1847 годах преподавал историю и географию в Петропавловском кадетском корпусе в Полтаве.
Вместе со своими друзьями Н. Костомаровым и Н. Гулаком, Белозерский выступал организатором Кирилло-Мефодиевского братства. Он принимал участие в создании «Статута Славянского братства св. Кирилла и Мефодия», также был автором «Записок» — пояснений к статуту братства, где он описал тяжёлое положение славянских народов, в частности украинского. В организации он придерживался умеренной позиции: он был противником использования насильственных методов борьбы, считал возможным через пропаганду идей славянского единства и братской любви среди широких слоев населения объединить славянские народы в федеративное государство, где ведущую роль он отводил Украине. К тому же, он развил идеи христианского социализма.
В 1847 году, после раскрытия деятельности братства, его участников арестовали, в том числе и Белозерского. Его отправили в Петропавловскую крепость под надзор полиции для допросов. Вскоре его назначили младшим помощником в Петрозаводской канцелярии Олонецкой губернии. В 1849 году он стал асессором Олонецкого губернского управления, затем титулярным советником, а в 1853 году он был представлен к награде.
В 1856 году его освободили и он поселился в Петербурге, где был назначен советником Первого департамента Управы благочиния. В этом же году в Киеве были опубликованы «Летописи южнорусские, открытые и изданные Белозерским». В 1861-1862 годах Белозерский занимался редакцией первого украинского общественно-политического ежемесячного журнала «Основа», где свои труды публиковали М. Костомаров, П. Кулиш, Марко Вовчок, А. Стороженко, А. Свидницкий, Л. Глибов.
После 1862 года он служил в Варшаве. Поддерживал связи с народовольческими изданиями в Галичине, сотрудничал с газетами «Мета» и «Правда». В некоторых статьях про поэзию Шевченка высказывал мнение, что творчество поэта должно было развиваться прежде всего в национально-патриотическом русле.
Под конец жизни Белозерский отошёл от литературной жизни и активной общественной деятельности. Он подал в отставку и поселился на хуторе Мотроновка, где и провёл свои последние годы.